# Катера-тральщики типа МЧК
Катера-тральщики типа МЧК — тип морских катеров-тральщиков болгарского производства, которые являлись основным типом тральщиков Военно-морского флота Болгарии во время Второй мировой войны.

## История
Проект этого катера-тральщика разработал капитан 1-го ранга военно-морского флота Болгарии, инженер П. Пампулов, они производились на флотском арсенале в Варне. Первый катер был заложен на стапеле в 1940 году, спущен на воду и включён в состав флота в 1941 году. До конца августа 1944 года были построены шесть катеров-тральщиков типа МЧК (все они были включены в состав минной флотилии Черноморского флота военно-морских сил страны).
После присоединения Болгарии к Антигитлеровской коалиции в сентябре 1944 года, тральщики МЧК участвовали в разминировании русла реки Дунай и акватории Чёрного моря (разминирование было завершено в 1948 году).
С сентября 1944 до июля 1945 года было построено ещё четыре катера. В общей сложности, было построено 13 катеров этого типа, последний из которых был завершён и передан флоту в 1947 году.
После окончания войны международная обстановка на границах Болгарии оставалась сложной в связи с началом «холодной войны» и продолжавшейся гражданской войной в Греции. 18 марта 1948 года СССР и Болгария заключили договор о взаимопомощи, а 14 мая 1955 года Болгария вошла в Организацию Варшавского Договора и приняла на себя обязательства о стандартизации используемого вооружения и военной техники.
Тем не менее, катера оставались в составе флота до 1957 года, когда семь из них (№ 501, 502, 503, 504, 505, 506 и 507) были переданы пограничным войскам, ещё два передали в гидрографическую службу, и ещё один был передан в ДОСО Бургас. Он получил новый номер (№ 338) и новое название («Ботев»), и использовался в качестве учебного судна.
В 1963 году выведенный из состава флота катер-тральщик МЧК стал экспонатом военно-морского музея в городе Варна.
Использование катеров пограничной охраной продолжалось до 1982 года, когда они были сняты с вооружения по техническому состоянию, однако в гидрографической службе два катера оставались до 1985 года, а катер «Ботев» использовался до 1991 года.

## Описание
МЧК представляет собой 25-тонный цельнометаллический катер длиной 17,3 метра с дизельными двигателями мощностью 100—120 л. с. (первые шесть катеров оснащались двумя немецкими 60-сильными моторами «Мерседес-Бенц», следующие четыре — одним мотором «Deutz», последние — одним советским дизелем 3Д6), вооружение — один 7,92-мм пулемёт MG-34 и трал MPG немецкого производства.
В 1970е годы выработавшие моторесурс немецкие двигатели на всех оставшихся в строю катерах МЧК заменили на советские дизели 3Д6.